# Nizām al-Mulk
Nizām al-Mulk Abū ʿAlī al-Hasan ibn ʿAlī ibn Ishāq at-Tūsī (persisch نظام‌الملک ابوعلی حسن بن علی بن اسحاق طوسی, DMG Niẓām al-Mulk Abū ʿAlī Ḥasan bin ʿAlī ibn Isḥāq Ṭūsī; * 10. April 1018; † 14. Oktober 1092) war der Großwesir der Seldschuken-Sultane Alp Arslan und Malik Schāh. Seiner Berühmtheit liegt vor allem die Tatsache zu Grunde, dass er spätestens seit der Ermordung Alp Arslans (1072) in jeder Hinsicht der eigentliche Regent des Seldschukenreiches war und es mit erdrückendem Erfolg regierte. Seine großen Verdienste würdigend sprechen zeitgenössische Autoren wie Ibn al-Aṯīr sogar vom „Reich Niẓām al-Mulks“ (الدولة النظامية, ad-daula an-niẓāmīya).

## Leben
Niẓām al-Mulk wurde in der kleinen Ortschaft Radkan bei Ṭūs in Chorasan geboren. Seine Familie gehörte dem dort ansässigen persischen Landadel an, den Dehqānān. Über seine Jugend ist nur wenig bekannt, unter anderem, dass sein Vater den Ghaznawiden als Finanzbeamter diente. Als die Seldschuken im Jahre 1040 Chorasan eroberten, floh Niẓām al-Mulks Vater nach Ghazna, wo Niẓām al-Mulk wahrscheinlich Arbeit innerhalb des Regierungsapparates erhielt. Um das Jahr 1043 trat er dann in die Dienste der Seldschuken, woraufhin ihn Alp Arslan 1063 zum Wesir mit dem Ehrentitel „Niẓām al-Mulk“ („Ordnung des Reiches“ bzw. „Verwalter/Wesir des Reiches“) ernannte.
Infolge Niẓām al-Mulks kluger Politik erlebte das Seldschukenreich eine wirtschaftliche, kulturelle und wissenschaftliche Blütezeit. Von besonderer Bedeutung ist dabei, dass Niẓām al-Mulk in Städten wie Bagdad, Amul, Isfahan, Nischapur, Mossul, Basra und Herat Medresen gründete, an die er die größten Gelehrten seiner Zeit berief. Von diesen nach ihm als Niẓāmīya bezeichneten Schulen war diejenige von Bagdad die bedeutendste. Außerdem verfasste Niẓām al-Mulk ein wichtiges Werk namens Siyāsat-nāma (das „Buch der Staatskunst“), in welchem er anhand beispielhafter Geschichten und Anekdoten seine Auffassung darlegt, wie man ein Reich richtig regiert und verwaltet. Das Buch gilt zusammen mit dem Qābūs-nāma als Prototyp der literarischen Gattung des Fürstenspiegels und soll sogar spätere europäische Publikationen wie Machiavellis Il Principe beeinflusst haben.
Zu den politischen Zielen Alp Arslans und Niẓām al-Mulks gehörten unter anderem:
- die Schaffung von Beschäftigungsmöglichkeiten für die zahlreichen Turkmenen, die im Zuge der seldschukischen Kriegserfolge nach Persien eingewandert waren und deren nomadische Lebensweise zum Teil eine erhebliche Bedrohung für die politische und wirtschaftliche Stabilität des Landes darstellte,
- die Demonstration der Macht des Sultans (d. h. der Stärke und Mobilität seiner Streitkräfte, aber auch seiner Gnade gegenüber fügsamen Rebellen)
- die Aufrechterhaltung lokaler sunnitischer und schiitischer Herrscher als Vasallen des Sultans sowie der verstärkte Einsatz von Verwandten des Sultans als Provinzgouverneure,
- die Verhinderung eines Streits über Malik Schāhs Nachfolgerschaft als Sultan und
- die Pflege guter Beziehungen zum Abbasidenkalifat.[8]

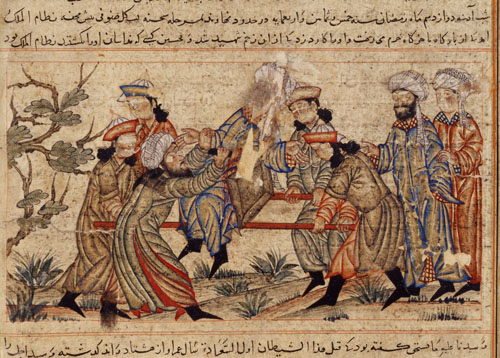
Die Ermordung Niẓām al-Mulks, Miniatur, 14. Jh.

Wie einst die Barmakiden-Wesire repräsentierte auch Niẓām al-Mulk – welcher zeitgenössischen Dichtern und Historikern als großer Organisator sowie idealer Soldat und Gelehrter galt – die historische, jetzt aber stark islamisierte, persische Zivilisation im Zuge der „barbarischen“ Eroberung Irans. Nur dank ihm war es den turkstämmigen Seldschuken möglich, sich in ihrer neuen Heimat als wahre Monarchen zu etablieren. Er war nicht nur der Führer des persisch dominierten bürokratischen Staatsapparats (Dīwān), sondern – in seiner Rolle als Atabeg Malik Schāhs – auch der des königlichen Hofes (dargāh) und fungierte so als Vermittler zwischen den beiden politisch wie kulturell sehr unterschiedlichen Lagern der Iraner und Türken. Seine mysteriöse Ermordung (es soll der erste bekannte politische Mord der Assassinen gewesen sein) im Jahre 1092, welche das Adel- und Hofestablishment des Reiches schockierte, markierte folglich den Anfang vom Ende der Großseldschuken.

## Werke
- Nizāmulmulk: Siyāsatnāma : Gedanken und Geschichten. Zum ersten Male aus dem Persischen ins Dt. übertr. u. eingel. von Karl Emil Schabinger von Schowingen. Alber, Freiburg / München 1960; Neuausgabe Manesse-Verlag, Zürich 1987.